# Saison 2 de Dr Harrow
Chronologie
Saison 1 Saison 3
Cet article présente le guide de la deuxième saison de la série télévisée australienne Dr Harrow.

## Distribution

### Acteurs principaux
- Ioan Gruffudd (VF : Xavier Fagnon) : Dr Daniel Harrow, médecin légiste principal
- Ella Newton (VF : Léopoldine Serre) : Fern Harrow, fille du Dr Harrow
- Anna Lise Phillips (en) (VF : Laura Blanc) : Stephanie Tolson, ex-femme du Dr Harrow
- Darren Gilshenan (en) (VF : Tanguy Goasdoué) : Dr Lyle Fairley, médecin légiste principal
- Remy Hii (VF : Alexandre Nguyen) : Simon Van Reyk, médecin légiste
- Jolene Anderson (VF : Vanina Pradier) : Dr Grace Molyneux, médecin légiste junior
- Damien Garvey (en) (VF : Bernard Lanneau) : Bryan Nichols, sergent-détective principal
- Robyn Malcolm (VF : Marie Vincent) : Maxine Pavich, directrice de l'institut de médecine légale
- Hunter Page-Lochard (en) (VF : Julien Crampon) : Callan Prowd, petit ami de Fern

### Acteurs récurrents
- Grant Bowler (VF : Arnaud Arbessier) : Francis Chester
- Uli Latukefu (en) : Jesse Walsh
- Tasneem Roc (en) (VF : Geneviève Doang) : Jill McCloud
- Faustina Agolley : Edwina Gharam
- Geoff Morrell : Dr Laurie Badcoe
- Richard Brancatisano : Sgt. Gabriel Capello

## Épisodes

### Épisode 1:Réaction en chaîne
- Australie : 12 mai 2019 sur ABC
- France : 18 avril 2020 sur M6

- Australie : 455 000[1]
- France : 2,596 millions[2]

### Épisode 2:Chute libre
- Australie : 19 mai 2019 sur ABC
- France : 25 avril 2020 sur M6

- Australie : 431 000[3]
- France : 2,443 millions[4]

### Épisode 3:Le mur du secret
- Australie : 26 mai 2019 sur ABC
- France : 2 mai 2020 sur M6

- Australie : 486 000[5]
- France : 2,414 millions[6]

### Épisode 4:Le baiser de la Méduse
- Australie : 2 juin 2019 sur ABC
- France : 9 mai 2020 sur M6

- Australie : 461 000[7]
- France : 2,359 millions[8]

- Brad McMurray (Ross Moran)

### Épisode 5:Les morts, les vivants et les fantômes
- Australie : 9 juin 2019 sur ABC
- France : 16 mai 2020 sur M6

- Australie : 446 000[9]
- France : 2,051 millions[10]

### Épisode 6:Héros malgré lui
- Australie : 16 juin 2019 sur ABC
- France : 23 mai 2020 sur M6

- Australie : 501 000[11]
- France : 2,251 millions[12]

### Épisode 7:Le remède miracle
- Australie : 23 juin 2019 sur ABC
- France : 30 mai 2020 sur M6

- Australie : 466 000[13]
- France : 1,640 millions[14]

### Épisode 8:Un pied dans la tombe
- Australie : 30 juin 2019 sur ABC
- France : 6 juin 2020 sur M6

- Australie : 467 000[15]
- France : 2,065 millions[16]

### Épisode 9:Seul contre tous
- Australie : 7 juillet 2019 sur ABC
- France : 13 juin 2020 sur M6

- Australie : 457 000[17]
- France : 1,937 millions[18]

### Épisode 10:Face à face
- Australie : 14 juillet 2019 sur ABC
- France : 20 juin 2020 sur M6

- Australie : 462 000[19]
- France : 1,787 millions[20]